# Massís del Carlit
El massís del Carlit és un massís muntanyenc pertanyent al Pirineu axial oriental amb el cim al pic Carlit (2921 m), situat entre l'Alta Cerdanya i el Capcir al sud i el Sabartès i el Donasà (País de Foix) al nord. Els altres pics importants hi són el Puig Peric (2810 m) i els puigs del Coll Roig (Puig Occidental del Coll Roig i Puig Oriental del Coll Roig) (2804 m).
Separa la riba del Querol de la d'Angostrina, com també l'estany de Lanós del llac de la Bollosa. A més d'aquestes dues masses d'aigua, destaca una sèrie d'estanys petits anomenat el circ del Carlit. A més a més, el massís divideix el sistema d'aigües de la conca del riu Aude, que es dirigeix al nord, passant per Carcassona, i després cap a la Mediterrànea, desembocant prop de Narbona i donant nom al departament homònim; i la del Tet, que es dirigeix a l'est, també a la Mediterrània. Al massís hi ha altiplans on es peix el bestiar, sobre els quals es regeix un sistema de drets tradicionals per part dels pobles locals com ara la vila de Llívia.
La primera persona que és documentat que va pujar al Carlit fou el comte Henry Russell el 1865.